# Susanna Agnelli
Susanna Agnelli (Turim, 24 de abril de 1922 — Roma, 15 de maio de 2009) foi uma empresária, política e escritora italiana.

## Biografia
Susanna era filha de Edoardo Agnelli (1892–1935) e de Virginia Bourbon del Monte (1899–1945), e irmã de Gianni (1921–2003) e Umberto Agnelli (1934–2004), terceira de sete filhos.